# طارق الوزير
طارق محمد الوزير (بالألمانية: Tarek Al-Wazir)‏ مواليد 3 يناير 1971 هو سياسي ألماني بارز في حزب الخضر الألماني ورئيس كتلته البرلمانية، وهو من أصول يمنية. تولى منذ 2014 منصب نائب رئيس وزراء حكومة ولاية هسن فولكر بوفيير ومنصب وزير الاقتصاد والطاقة والنقل والتنمية الإقليمية.

## نبذة
ولد الوزير في أوفنباخ أم ماين لأب يمني وأم ألمانية، ويحمل الوزير جنسية مزدوجة، تطلقا والديه عندما كان طفلاً، وقضى عدة سنوات من شبابه في العاصمة اليمنية صنعاء مع والده. أكمل دراسة المرحلة الثانوية في عام 1991، ودرس علوم سياسية في فرانكفورت، وحصل على دبلوم. وهو متزوج من امرأة يمنية، ولديه طفلان.

## الحياة السياسية
انضم الوزير في حزب الخضر الألماني عام 1989، وخلال الفترة 1992-1994 كان رئيس منظمة شباب حزب الخضر في ولاية هيسن، وهو من مؤسسي الحزب.
وقاد الوزير الحزب خلال حملة انتخابات ولاية هيس عام 2008، وأصبح المرشح لمنصب رئيس وزراء ولاية هيس. وحصل حزبه 7.5٪ من إجمالي الأصوات. بعد الانتخابات، قال الوزير أنه يسعى لتشكيل إتلاف من الأحزاب من الأحزاب الثلاثة الحزب الديمقراطي الاجتماعي الألماني (SPD)، وحزب الخضر، والحزب اليساري الألماني.

## روابط خارجية
- طارق الوزير على موقع IMDb (الإنجليزية)
- طارق الوزير على موقع مونزينجر (الألمانية)